# مور شائع
المور الشائع وهو أحد أنواع طيور الأوك الكبيرة، والمعروف أيضا باسم مور رفيع المُنقار في أمريكا الشمالية. لها توزيع مُحيطي، يوجد في المياه المنخفضة في القطب الشمالي في شمال المُحيط الأطلسي وشمال المُحيط الهادئ. يقضي معظم وقته في البحر، حيث يأتي فقط إلى الأرض للتكاثر على شواطئ الصخرية أو الجزر.
طائر المور الشائع لديه تحليق مباشر وسريع ولكنه ليس سريع الحركة. فهو أكثر قدرة على المناورة تحت الماء، وعادة ما يكون الغوص إلى أعماق 30–60 متر (98–197 قدم) . في أعماق تصل إلى 180 متر (590 قدم).
يتكاثر المور الشائع في مُستعمرات الطيور بكثافة عالية. قد تكون أزواج التعشيش على اتصال جسدي مع جيرانها. لا يصنعون عُش. يتم تحضين البيض الفردية على حافة صخرية عارية وعلى وجه مُنحدر. يفقس البيض بعد حوالي 30 يومًا من الحضانة. يولد الفرخ ناعمًا ويمكنه تنظيم درجة حرارة جسمه بعد 10 أيام. بعد حوالي 20 يومًا من نمو الفرخ، يترك الفرخ حافة العش ورؤوسه متجهة إلى البحر، وهو غير قادر على الطيران، ولكنه ينزلق لمسافة ما بأجنحة ترفرف، برفقة والده الذكر. يقضي الذكور وقتًا أطول في الغوص، ويغوص بعمق أكبر من الإناث خلال هذا الوقت. والكتاكيت قادرة على الغوص بمجرد أن تضرب الماء. تبقى الأنثى في موقع العش لمدة 14 يومًا تقريبًا بعد مغادرة الفرخ.
كل من الذكور والإناث يسقط ريشه بعد التكاثر وتصبح بلا طيران لمدة 1-2 أشهر. طيور المور الجنوبيين، يعودون في بعض الأحيان إلى موقع العش طوال فصل الشتاء. لكن طيور الشمال يقضون الشتاء بعيداً عن مستعمراتهم.

## التصنيف
الأوك هي عائلة من الطيور البحرية ذات الصلة بالنوارس والخرشنة التي تحتوي على عدة أجناس. يتم وضع المور الشائع في جنس غلموت (مور) Uria (بريسون، 1760)، والذي يتشاركه مع مور سميك المُنقار أو غلموت برونيتش، U. lomvia. تشكل هذه الأنواع، جنبًا إلى جنب مع أبو موس، الأوك الصغير والأوك الكبير المُنقرض قبيلة Alcini. استند هذا الترتيب في الأصل إلى تحليلات تشكل الأوك والبيئة.
الاسم ذو الحدين مشتق من اليونان أوريا، وهي طائر مائي ذكره أثينايوس، والدنماركية aalge، «أوك» (من الإسكندنافية القديمة alka).
"غلموت " الإنجليزية من غلموت الفرنسية، ربما مشتقة من Guillaume، "وليام'. «موري» من أصول غير مؤكدة، لكنه قد يقلد دعوة الغيلموت الشائع.
الاسم الشائع الرسمي لهذا النوع هو مور الشائع وفقًا لقائمة الطيور العالمية IOC، الإصدار 11.2. تشمل الأسماء غير الرسمية غلموت الشائع المستخدمة في المملكة المتحدة.

## الوصف

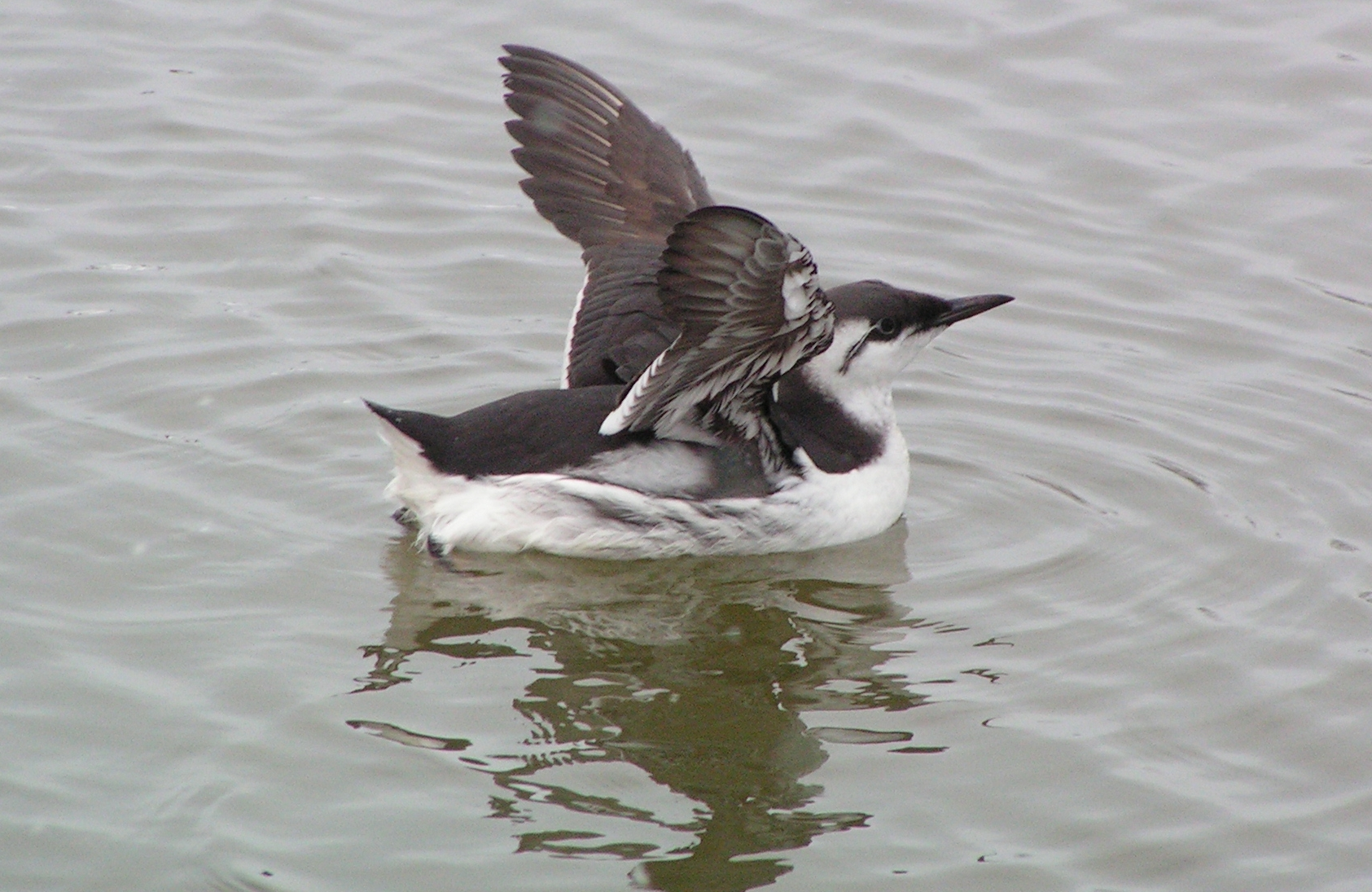
طائر المور البالغ بريشه الشتوي ، ألمانيا

يصل طول المور الشائع 38–46 سنتيمتر (15–18 بوصة) مع جناحيها 61–73 سنتيمتر (24–29 بوصة) . لا يمكن تمييز الذكور والإناث في هذا المجال ويتراوح الوزن بين 945 غرام (2.083 رطل) في الجنوب ويصل إلى 1,044 غرام (2.302 رطل) في الشمال. يتراوح وزنه الاجمالي بين 775–1,250 غرام (1.709–2.756 رطل). الريش أسود على الرأس والظهر والأجنحة، وله أجزاء سفلية بيضاء. لدي منقار مدببة رقيقة داكنة وذيل مظلم صغير مستدير.يكون الوجه أبيضًا. الأنواع الفرعية تكون بنية داكنة وليست سوداء، والأكثر وضوحًا في المستعمرات في جنوب بريطانيا. الساقين رمادية والمنقار رمادي غامق. من حين لآخر، يتم مشاهدة البالغين بأرجل صفراء / رمادية.في أيار (مايو) 2008، تم تصوير شخص بالغ منحرف بمنقار صفراء زاهية.
بعض الأفراد في شمال المحيط الأطلسي، والمعروف باسم «غيلموت الزائف»، لديهم حلقة بيضاء حول العين تمتد للخلف كخط أبيض. هذا ليس نوعًا فرعيًا متميزًا، ولكن تعدد الأشكال التي تصبح أكثر شيوعًا في أقصى الشمال الذي تتكاثر فيه الطيور - ربما يكون انزياح الخاصة مع المور سميك المنقار الشمالي، والذي يحتوي على شريط أبيض بالمنقار ولكن لا يوجد تحول. ويتباين اللون الأبيض تباينا كبيرا خاصة في الأنواع الأخيرة، ومن شأنه أن يوفر وسيلة سهلة لكل طائر للتعرف على الأنواع الموجودة في مستعمرات التكاثر المكتظة بكثافة.

الفراخ مليئة بالريش الأسود في الأعلى والأبيض أدناه. في عمر 12 يومًا، يكون ريش الكنتور متطورًا جيدًا في المناطق باستثناء الرأس. في 15 يومًا، يُظهر ريش الوجه كرشة العين الداكنة على الحلق الأبيض والخد.

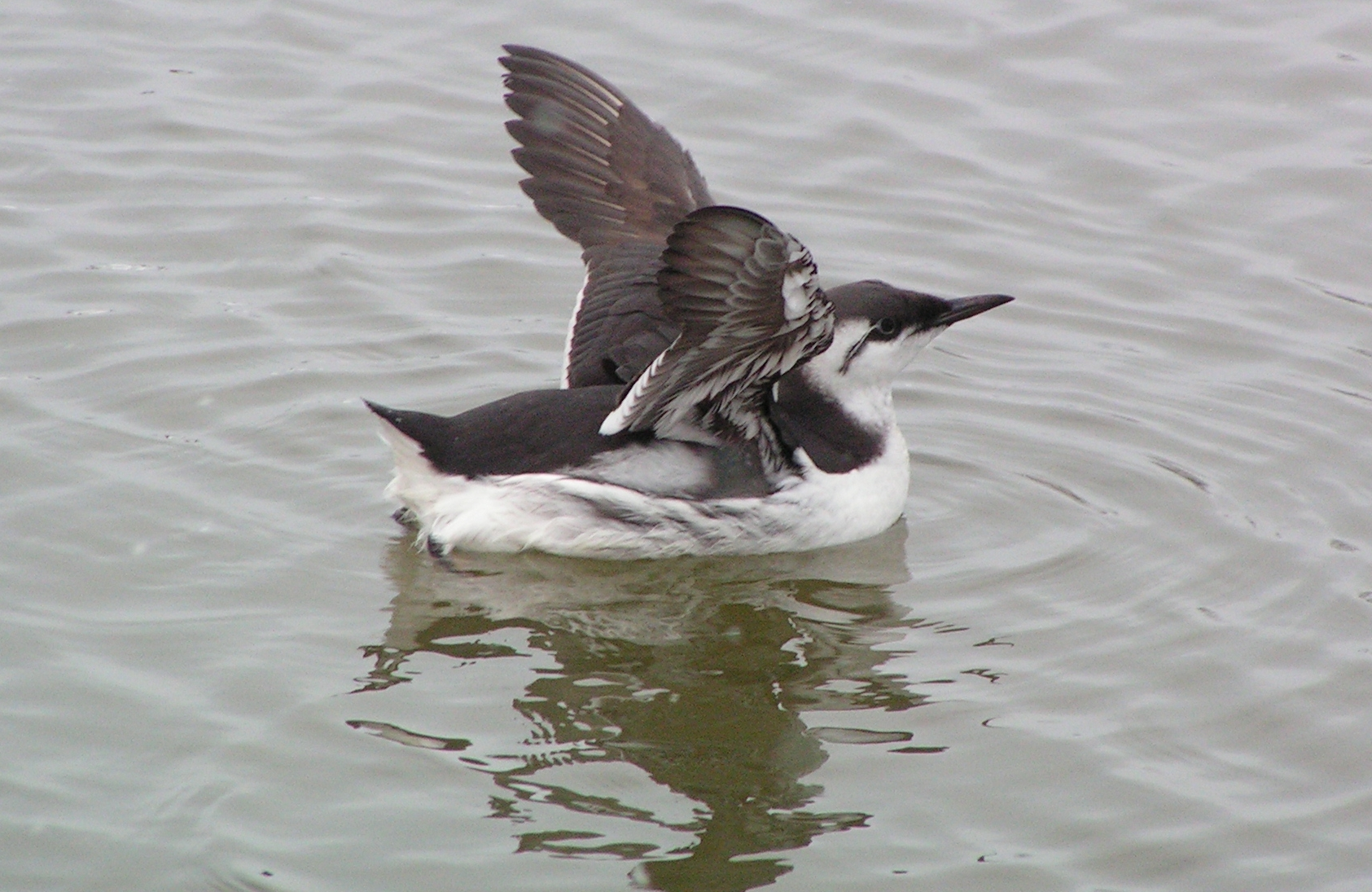
البالغون في الريش الأساسي (الشتاء)، ألمانيا
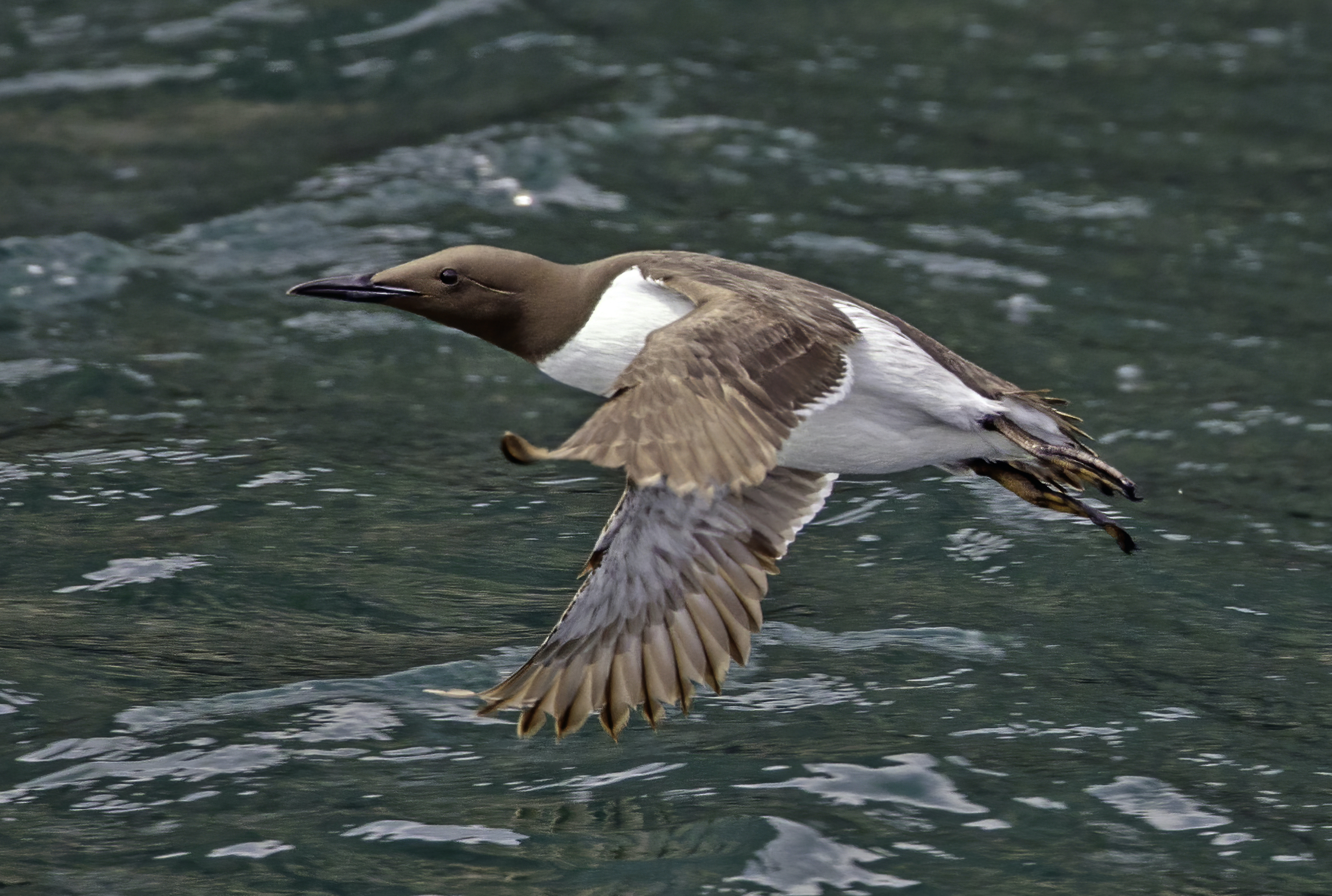
في رحلة قبالة جزيرة سمورك
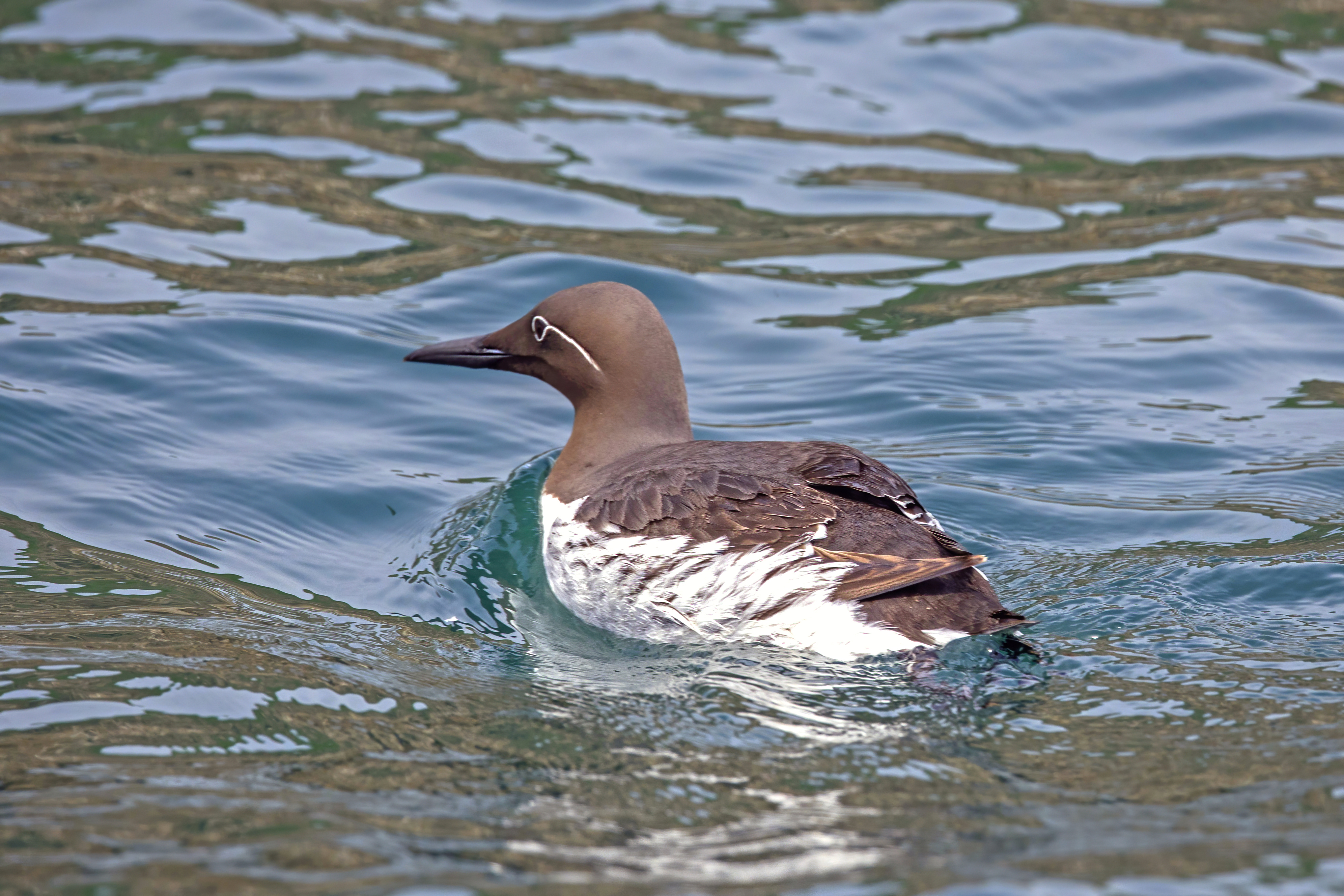
طائر ناضج (حلقة العين البيضاء)

### الطيران
يطير المور الشائع مع دقات الجناح السريع وتبلغ سرعة الطيران 80 كم/ساعة (50 ميلاً في الساعة). غالبًا ما تُرى مجموعات من الطيور تحلق معًا في خط فوق سطح البحر مباشرة. ومع ذلك، فإن تحميل الأجنحة العالية بمقدار 2 جم/سم2 يعني أن هذا النوع ليس رشيقًا جدًا وأن الإقلاع صعب. تصبح المورات الشائعة بلا طيران لمدة 45-60 يومًا أثناء إزالة ريشها الأساسي. غالبًا ما يوصف صوت دقات الجناح للمور بأنه مشابه لطائرة هليكوبتر.

### الغوص
Murre المشترك عبارة عن غواص مدعوت من الأعلاف عن الطعام من خلال السباحة تحت الماء باستخدام أجنحته من أجل الدفع. عادة ما تستمر الغطس بأقل من دقيقة واحدة، لكن الطائر يسبح تحت الماء للمسافات التي تزيد عن 30 م (100 قدم) على أساس منتظم. تم تسجيل أعماق الغوص تصل إلى 180 م (590 قدم)  ويمكن أن تظل الطيور تحت الماء لبضع دقائق.

## التوزيع والموائل
موطن التكاثر هو الجزر والشواطئ الصخرية والمنحدرات والأكوام البحرية. أعدادها كبيرة، ربما 7.3 مليون أزواج  أو 18 مليون فرد. كان مستقرًا، ولكن في عام 2016 تم الإبلاغ عن موت هائل للطيور في شمال شرق المحيط الهادئ. تبدو الطيور هزيلة وجائعة؛  بشكل عام، تشمل التهديدات المحتملة الصيد المفرط (القانوني في نيوفاوندلاند) والتلوث والانسكابات النفطية. كيب ميريس، أوريغون هي موطن لواحدة من أكثر المستعمرات اكتظاظًا بالسكان في تعشيش المورات الشائعة في قارة أمريكا الشمالية.
بعض الطيور مقيمة بشكل دائم؛ تهاجر الطيور الشمالية جنوبًا إلى المياه المفتوحة بالقرب من نيو إنجلاند وجنوب كاليفورنيا واليابان وكوريا وغرب البحر الأبيض المتوسط. يتم توزيع سكان المملكة المتحدة بشكل عام بالقرب من مستعمرات التكاثر الخاصة بهم على مدار العام، ولكن تم العثور على هجرات بعيدة المدى في أقصى الشمال حتى بحر بارنتس. المورات الشائعة تقع على الماء في الشتاء وقد يكون لذلك عواقب على التمثيل الغذائي. في نورس أسود الساق (التي تشترك في عادة الشتاء هذه)، يكون التمثيل الغذائي للراحة أعلى بنسبة 40٪ على الماء مما هو عليه في الهواء.
موائل التكاثر هي الجزر والشواطئ الصخرية والمنحدرات والمداخن البحرية. النطاق هو:
| سلالات فرعية     | نطاق | مظهر خارجي                                            |
| ---------------- | --- | ----------------------------------------------------- |
| Uria aalge aalge | رشح الأنواع الفرعية، شرق كندا، غرينلاند، أيسلندا، أيرلندا الشمالية وبريطانيا، جنوب النرويج، ربما نيو إنجلاند أو سلالات منفصلة. |                                                       |
| U. albionis      | ايرلندا الجنوبية وبريطانيا وفرنسا والمانيا واسبانيا والبرتغال                                                                  | أصغر من ترشيح، الشوكولاتة البني البني                 |
| U. hyperborea    | شمال النرويج، شمال غرب روسيا، بحر بارنتس                                                                                       | أكبر من U. aalge ، الأجزاء العليا السوداء             |
| U. a. intermedia | بحر البلطيق | وسيط بين الولايات المتحدة aalge و U. albionis         |
| U. spiloptera    | جزر صناعية |                                                       |
| U. inornata      | شمال المحيط الهادئ، اليابان، شرق روسيا، ألاسكا                                                                                 | أكبر سلالات وأكبر أوك، أكبر قليلاً من مور سميك المنقار |
| U. californica   | كاليفورنيا، أوريغون، واشنطن، كولومبيا البريطانية                                                                               |                                                       |

## البيئة والسلوك

### التغذية
يمكن للمور الشائع أن يغامر بعيدًا عن مناطق تكاثره إلى العلف؛ غالبا ما لوحظت مسافات 100 كيلومتر (60 ميل) وأكثر من ذلك  على الرغم من أنه إذا كان الطعام الكافي متاحًا بالقرب منه، فإن الطيور تقطع مسافات أقصر بكثير. يأكل المور الشائع بشكل أساسي الأسماك العلفية الصغيرة 200 مم (8 بوصة) طويلة أو أقل، مثل سمك القد القطبي والكابلين والرموش الرملية والسبراتس والسنديل وسمك القد الأطلسي والرنكة الأطلسية. كپلين ولرموش الرملية هي الطعام المُفضل، لكن الفريسة الرئيسية في أي وقت تعتمد كثيرا على الكمية المتوفرة. يستهلك 20–32 غ (11⁄16–1 1⁄8 أونصة) من الطعام في اليوم في المتوسط. غالبًا ما يُرى وهو يحمل السمك بمنقاره مع ذيله معلقًا.
يتم تناول أسماك الأنابيب الثعبانية أحيانًا، لكن قيمتها الغذائية ضعيفة. تتزايد كمية هذه الأسماك في نظام المور الغذائي. ومنذ عام 2003، ازدادت أعداد أسماك الأنابيب الثعبانية في شمال شرق المحيط الأطلسي وبحر الشمال وانخفضت أعداد الرمل.

### التواصل
يحتوي المور الشائع على مجموعة متنوعة من النداءات، بما في ذلك ضوضاء الخرخرة الناعمة.

### التكاثر

#### المستعمرات

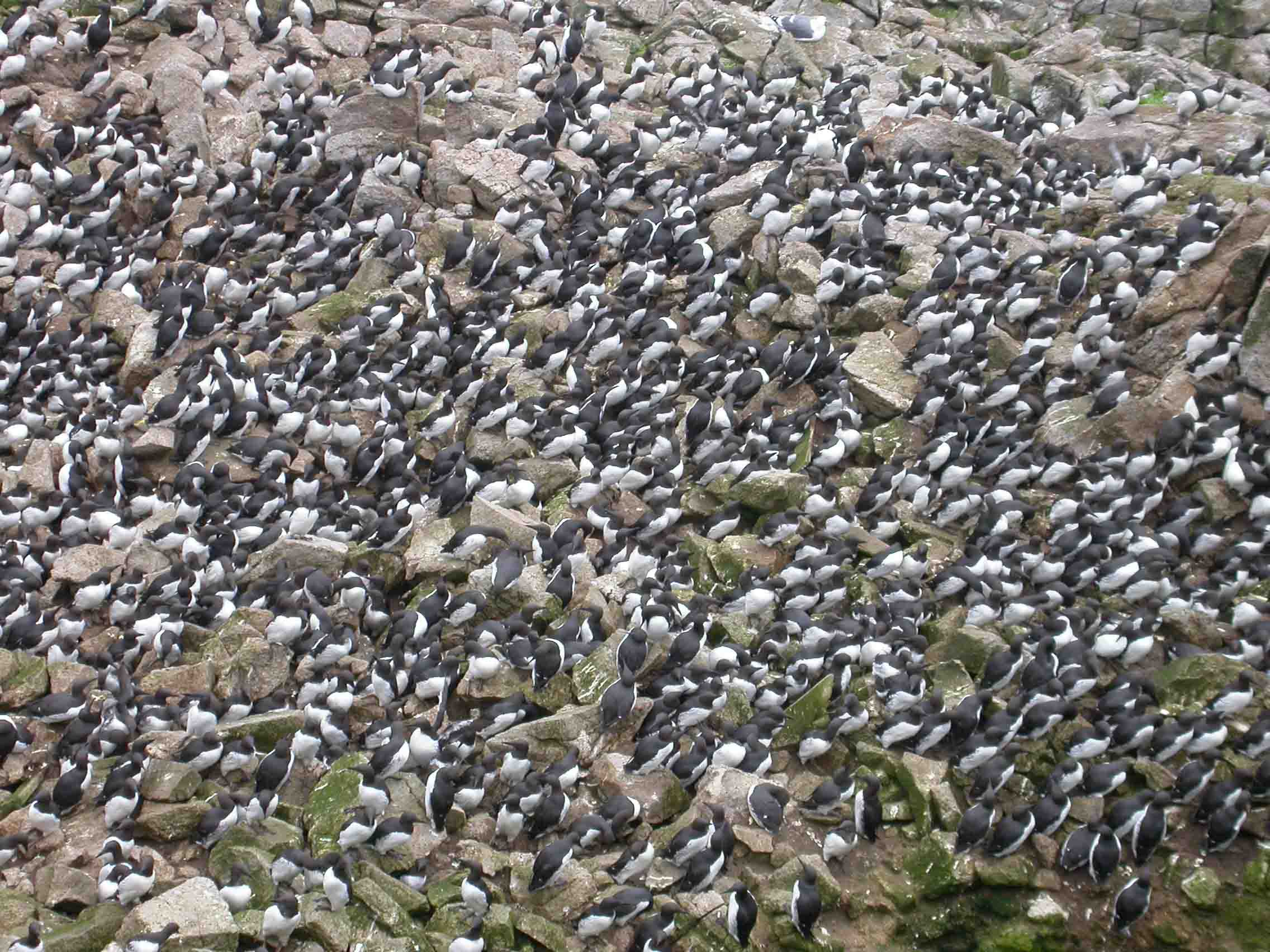
جزء من مستعمرة كاليفورنيكا ، جزر فارالون ، كاليفورنيا

يصل أعشاش المور الشائعة في المستعمرات المكتظة إلى عشرين زوجًا أي تحتل مترًا مربعًا واحدًا في موسم الذروة. [بحاجة لمصدر] المورات الشائعة لا تصنع أعشاشًا وتضع بيضها على حواف صخرية عارية، تحت الصخور، أو على الأرض. على الرغم من قلة مواقع تربية المور، قد تختلف المواقع اختلافًا كبيرًا في جودتها على النطاقات المكانية الصغيرة. من المرجح أن تكون الأزواج التي تتكاثر في تلك المواقع ذات الجودة العالية مشغولة بأزواج التكاثر، تتكاثر أولاً في سن الرابعة إلى التاسعة، ولكن معظم الأفراد يجندون في مجتمع التكاثر في سن السادسة أو السابعة، على الرغم من أن الطيور قد تتفرق (تغادر مستعمرة الولادة بشكل دائم) إذا كانت المساحة محدودة. احتمالية البقاء السنوية للطيور في سن 6-15 هي 0,895، ومتوسط العمر حوالي 20 سنوات. يزداد نجاح التكاثر مع تقدم العمر حتى سن 9-10 إلى 0.7 ولادة لكل زوج، ثم ينخفض في أقدم الطيور العمرية، ربما يشير إلى الشيخوخة الإنجابية.
الكثافة العالية تعني أن الطيور على اتصال وثيق مع المربين المجاورين. تؤدي المورات الشائعة عروض الاسترضاء في كثير من الأحيان بكثافة عالية وغالبًا ما تكون أكثر من أبو موس. يساعد التغصن على تقليل الطفيليات، وقد يكون له أيضًا وظائف اجتماعية مهمة. يرتبط تواتر التغصن الجار ارتباطًا جيدًا بنجاح التكاثر الحالي. قد يعمل التغصن كمقلل للإجهاد؛ تظهر الحواف ذات المستويات المنخفضة من التلطيف مستويات متزايدة من القتال وانخفاض نجاح التكاثر.

#### مغازلة
عروض التودد بما في ذلك الانحناء ومُناقرة والتبادل. يشير الذكر إلى رأسه عموديًا ويصدر أصواتًا صاخبة وهادرة لجذب الإناث. الأنواع أحادية الزواج، ولكن قد تنقسم الأزواج إذا لم تنجح في التكاثر.

#### البيض والحضانة

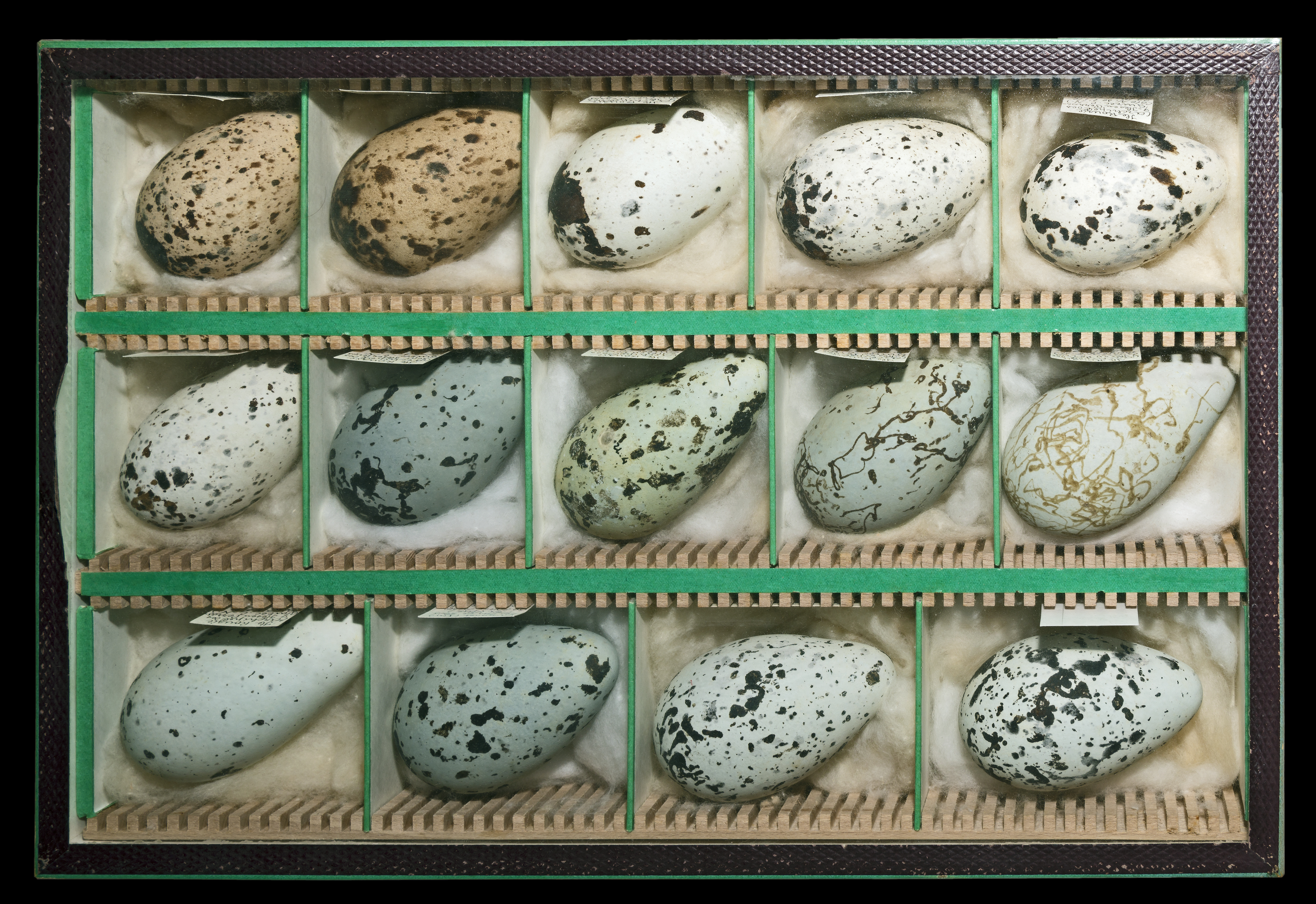
بيض المور

بيض المور الشائع كبير (حوالي 11٪ من وزن الإناث)، ويتم توجيهه من أحد طرفيه. يُنسب شكل البيضة بشكل شعبي إلى وظيفة السماح للبيضة بالدوران على محورها أو في القوس عند الاضطراب، ولكن لا يوجد دليل يدعم هذا الادعاء. ظهرت فرضيات مختلفة لشرح شكل البيضة:
- البيض الحراري أكثر استقرارًا على سطح منحدر من البيض الإهليلجي، مثل بيض أبو موس.[40]
- يسمح الشكل بنقل الحرارة بكفاءة أثناء الحضانة.[41]
- كحل وسط بين حجم البيضة الكبير والمقطع العرضي الصغير. الحجم الكبير يسمح بالتطور السريع للكتكوت. تسمح المنطقة المقطعية الصغيرة للطائر البالغ بالحصول على مقطع عرضي صغير وبالتالي تقليل السحب عند السباحة.[31]
- نظرًا لشكلها الكمثري، فإن نسبة أعلى من قشر البيض على اتصال بالجرف مما يقلل من تأثيرات تأثير الطيور المجاورة.
- يساعد على حصر التلوث البرازي في الطرف المدبب للبيضة. النهاية غير الحادة، حيث يوجد رأس الجنين وخلية الهواء، تظل خالية نسبيًا من الحطام، مما يسمح للغازات بالمرور عبر الغلاف دون عوائق.[40][42]
- كتكوت، ألاسكا

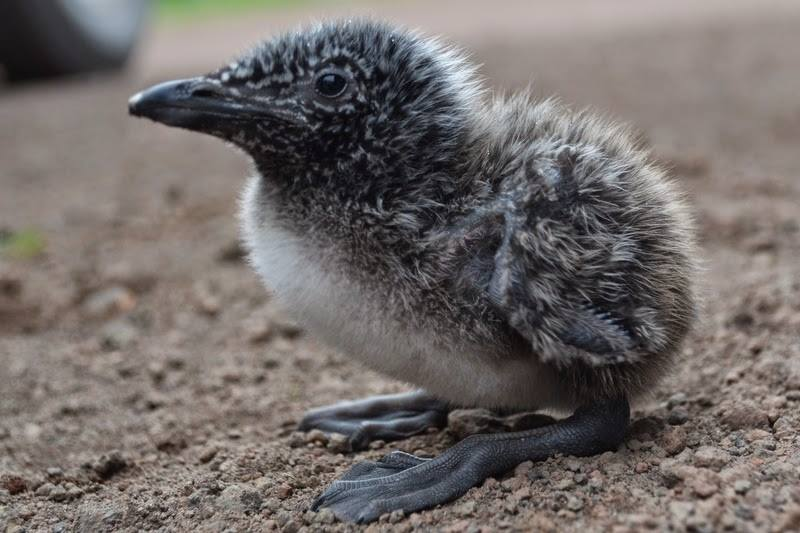
كتكوت، ألاسكا

يتم وضع البيض بين مايو ويوليو لسكان المحيط الأطلسي ومن مارس إلى يوليو لمن هم في المحيط الهادئ. تقضي الأنثى وقتًا أقل على الشاطئ خلال الأسبوعين السابقين للاستلقاء. عند وضعها، تتخذ وضعية «تشبه طائر الفينيق»: جسدها مرفوع في وضع مستقيم على رصغ الرأسي؛ أجنحة نصف ممدودة. تظهر البيضة أولاً ويستغرق الاستلقاء عادةً من 5 إلى 10 دقائق.
يختلف لون البيض ونمطه لمساعدة الوالدين على التعرف عليه، حيث يكون نمط كل بيضة فريدًا. تشمل الألوان الأبيض أو الأخضر أو الأزرق أو البني مع بقع أو بقع باللون الأسود أو الأرجواني. بعد الاستلقاء، ستنظر الأنثى إلى البيضة قبل بدء وردية الحضانة الأولى. يحتضن كلا الوالدين البيضة باستخدام رقعة حضنة واحدة مركزية الموقع لمدة 28 إلى 34 يومًا للفقس في نوبات من 1 إلى 38 ساعة.
يمكن أن يفقد البيض بسبب الافتراس أو الإهمال. الغربان والنوارس من لصوص البيض الانتهازيين. كما يتم طرق البيض من الحواف أثناء المعارك. إذا فقدت البيضة الأولى، فقد تضع الأنثى بيضة ثانية. عادة ما تكون هذه البيضة أخف من الأولى، مع صفار أخف.[بحاجة لمصدر] فراخ من البيض الثاني تنمو بشكل أسرع من تلك الموجودة في البيض الأول. ومع ذلك، فإن هذا النمو السريع يأتي بتكلفة، حيث تمتلك الكتاكيت الأولى احتياطيات دهون أكبر ويمكنها تحمل النقص المؤقت في الطعام.[بحاجة لمصدر]

## العلاقة مع البشر

### التلوث
تضاعف انسكابات النفط الرئيسية معدل الوفيات الشتوية للبالغين الذين يتكاثرون ولكن يبدو أن تأثيرها ضئيل على الطيور التي يقل عمرها عن ثلاث سنوات. يمكن تعويض هذه الخسارة في تكاثر الطيور من خلال زيادة تجنيد الأطفال الذين تتراوح أعمارهم بين 4 و 6 سنوات في مستعمرات التكاثر.

### اضطرابات ترفيهية
مورات التعشيش الشائعة عرضة لمصدرين رئيسيين للاضطراب الترفيهي: تسلق الصخور ومراقبة الطيور. المنحدرات البحرية هي جنة للمتسلقين وكذلك الطيور؛ جزيرة صغيرة مثل لوندي لديها أكثر من 1000 طريق تسلق موصوف. لتقليل الاضطرابات، تخضع بعض المنحدرات لحظر التسلق الموسمي.
مراقبة الطيور لها آثار متضاربة على المورات الشائعة. قدم مراقبو الطيور التماسًا إلى حكومة المملكة المتحدة لتقديم قانون الحفاظ على طيور البحر لعام 1869. تم تصميم هذا القانون لتقليل آثار إطلاق النار وجمع البيض خلال موسم التكاثر. تشمل المخاوف الحالية إدارة تأثير أعداد الزوار في محميات الحياة البرية. ثبت أن المورات الشائعة حساسة لأعداد الزوار.

### الطيور البحرية كمؤشرات للصحة البحرية
عندما تطعم المورات الشائعة صغارها، يعودون بسمكة واحدة في كل مرة. يتعلق وقت التوفير بمسافة مناطق التغذية من المستعمرة وعدد الأسماك المتاحة. هناك علاقة قوية غير خطية بين كثافة الأسماك وحضور المستعمرات أثناء تربية الفرخ.

## روابط خارجية
- The RSPB: Guillemot
- BirdGuides: Guillemot (Uria aalge)
- موري المشتركة - اليوريا aalge  - USGS Patuxent Bird Identification InfoCenter
- مشروع ترميم موري الشائع في مجمع خليج سان فرانسيسكو
- مشروع البفن: موريس المشتركة
- Sheila Blamire - Norway Wildlife 2 تشمل صورتها لمذنب مشترك شاذ ومشروع قانون أصفر.
- "وسائط عن Common murre". إنترنت بيرد كوليكشن.
- معرض الصور عن Common murre على فيريو (جامعة دركسل)

- خريطة تفاعلية لنطاق انتشار Uria aalge على IUCN Red List maps